# Michael Howard (politiker)

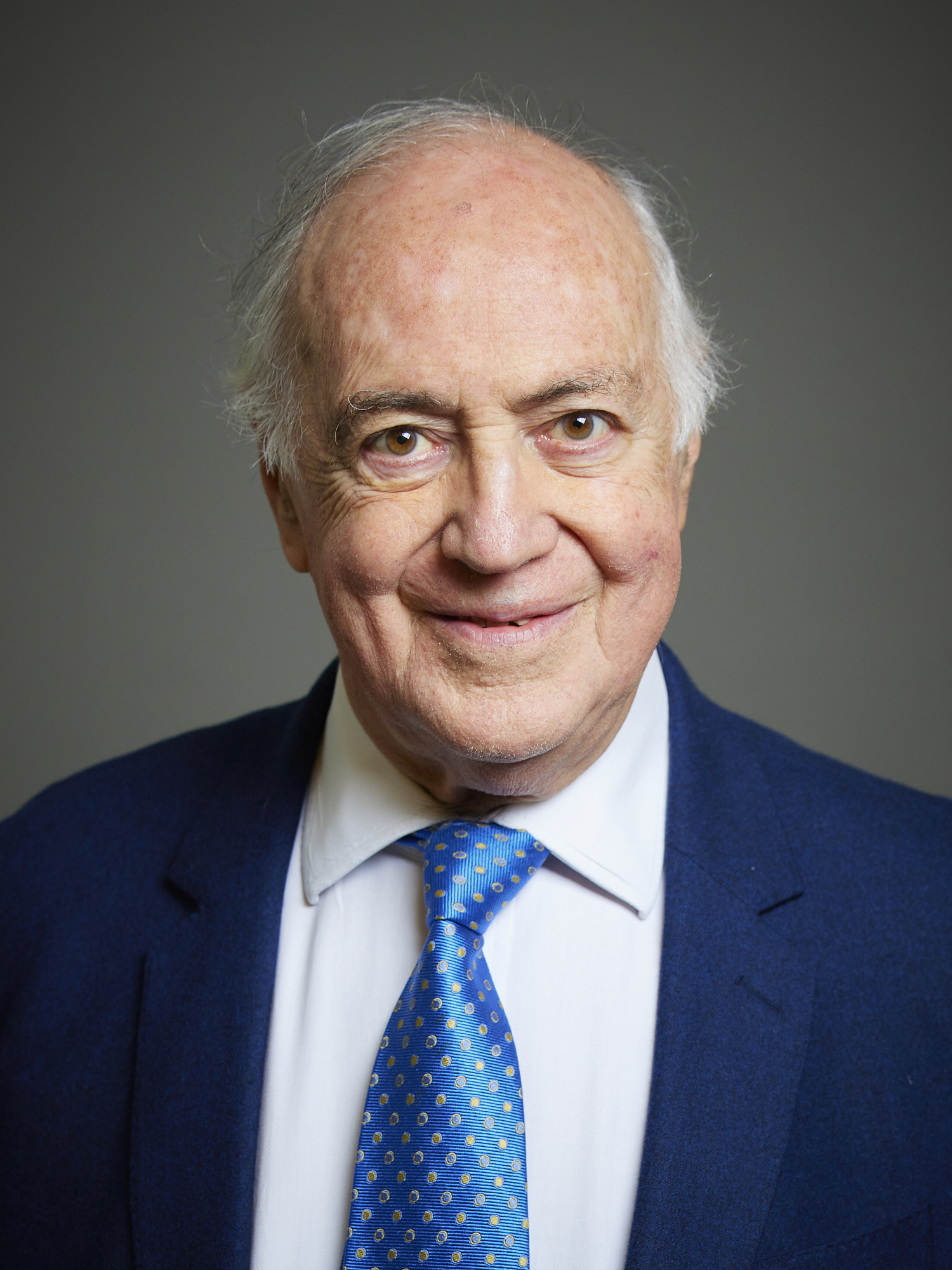
Michael Howard 2023.

Michael Howard, född 7 juli 1941 i Gorseinon, Swansea, Wales, är en brittisk politiker och tidigare partiledare för Konservativa partiet. Han ledde det Konservativa partiet mellan 6 november 2003 och 6 december 2005.
Michael Howard är son till judiska invandrare från Rumänien. Han blev 1982 invald i parlamentet för valkretsen Folkestone and Hythe, som han representerade till 2010. 1985 blev han undersekreterare på handels- och industridepartementet. Efter valet 1987 blev han kommunminister. 
1990 inträdde han i kabinettet då han efterträdde Norman Fowler som arbetsmarknadsminister (Secretary of State for Employment). Efter valet 1992 blev han miljöminister och 1993 inrikesminister (home secretary), vilket han förblev till valet 1997. Som inrikesminister gjorde han sig känd för att förespråka "hårda tag" mot brottslingar. 
När John Major avgick som partiledare efter valförlusten 1997 var Howard en av kandidaterna till att efterträda honom, men han kom sist av fem i den första valomgången och valde då att stödja William Hague. Under hans kandidatur beskrev hans partikollega Ann Widdecombe honom med orden "there is something of the night about him" (ung. det är något mörkt kring honom).
Då Hague blivit partiledare utnämnde han Howard till skuggutrikesminister. Howard lämnade  skuggkabinettet 1999, men återkom under den nye partiledaren Iain Duncan Smith 2001, då han utnämndes till skuggfinansminister. Hans popularitet i partiet växte under denna tid och han valdes enhälligt av parlamentsgruppen till att efterträda Iain Duncan Smith som partiledare 2003. 
I valrörelsen inför valet 2005 försökte han göra invandringen till en viktig valfråga. Han försökte även göra en poäng av att hans favoritlag, Liverpool FC, lyckats vinna flera matcher på vägen till finalen i Champions League trots att laget varit nederlagstippat, och jämförde det med sitt eget nederlagstippade parti.
Efter valet 2005 tillkännagav Howard att han tänkte avgå när partiet inför nya regler för att välja en efterträdare, och att han åtminstone inte skulle stanna kvar till nästa val. Han efterträddes i december 2005 av David Cameron.
Sedan 2010 har han suttit i överhuset som Lord Howard av Lympne.
På grund av hans rumänska bakgrund är det populärt bland hans politiska motståndare att avbilda honom som Greve Dracula.